# Coupe du monde masculine de hockey sur gazon 2018
Navigation
Coupe du monde 2014 Coupe du monde 2023
Pour un article plus général, voir Coupe du monde masculine de hockey sur gazon.
La 14e édition de la Coupe du monde masculine de hockey sur gazon se tient du 28 novembre au 16 décembre 2018 à Bhubaneswar, dans l'État indien d'Odisha, réunissant pour la première fois 16 équipes. La cérémonie d'inauguration qui s'est tenue le 27 novembre 2018, 
vu le plus grand spectacle de vol de drones en Inde,.
La Belgique remporte la coupe du monde pour la première fois en battant en finale les Pays-Bas.

## Annonce
En mars 2013, un mois après que la FIH a publié le document sur le processus d'attribution des événements pour le cycle 2014-2018, l'Australie, la Belgique, l'Inde, la Malaisie et la Nouvelle-Zélande ont été présélectionnées comme candidats pour accueillir l'événement et ont été invitées à soumettre un dossier d'appel d'offres,, une exigence que la Belgique ne respectait pas. De plus, un mois avant l'élection hôte, l'Australie a retiré sa candidature pour des raisons techniques et financières. L'Inde a été annoncée comme hôte le 7 novembre 2013, lors d'une cérémonie spéciale à Lausanne en Suisse.

## Équipes qualifiées
En marge des demi-finales de la Ligue mondiale, les 10/11 équipes les mieux classées, les 4 champions continentaux et le pays hôte les rejoignent.
| Dates                | Événement                        | Lieu         | Quotas | Qualifiés                                                                            |
| -------------------- | -------------------------------- | ------------ | ------ | ------------------------------------------------------------------------------------ |
| 7 novembre 2013      | Pays hôte                        | Pays hôte    | 1      | Inde (5)                                                                             |
| 15 - 25 juin 2017    | Ligue mondiale 2016-2017         | Londres      | 5      | Angleterre (7) Canada (11) Malaisie (12) Pakistan (13) Chine (17)                    |
| 9 - 23 juillet 2017  | Ligue mondiale 2016-2017         | Johannesburg | 6      | Belgique (3) Allemagne (6) Espagne (8) Nouvelle-Zélande (9) Irlande (10) France (20) |
| 4 - 12 août 2017     | Coupe d'Amérique 2017            | Lancaster    | 1      | Argentine (2)                                                                        |
| 19 - 27 août 2017    | Championnat d'Europe 2017        | Amsterdam    | 1      | Pays-Bas (4)                                                                         |
| 11 - 15 octobre 2017 | Coupe d'Océanie 2017             | Sydney       | 1      | Australie (1)                                                                        |
| 19 - 29 octobre 2017 | Coupe d'Afrique des nations 2017 | Ismaïlia     | 1      | Afrique du Sud (15)                                                                  |

## Format
Les 16 équipes ont été réparties en quatre groupes comprenant chacun quatre équipes. Les équipes se rencontrent une fois. L'équipe classée première dans chaque groupe se qualifie directement pour les quarts de finale, tandis que les équipes classées deuxièmes et troisièmes dans chaque groupe participent à des matchs de barrage. À partir de là, le tournoi se joue en phase à élimination directe.

## Arbitres
La Fédération internationale de hockey sur gazon désigne 16 arbitres pour la compétition: 
| - Raghu Prasad - Javed Shaikh - Adam Kearns - Diego Barbas | - Gregory Uyttenhove - Jonas van't Hek - Ben Göntgen - Dan Barstow | - Francisco Vásquez - Simon Taylor - David Tomlinson - Eric Kim Lai Koh | - Peter Wright - Marcin Grochal - Martin Madden - Lim Hong Zhen |

## Cérémonie d'ouverture

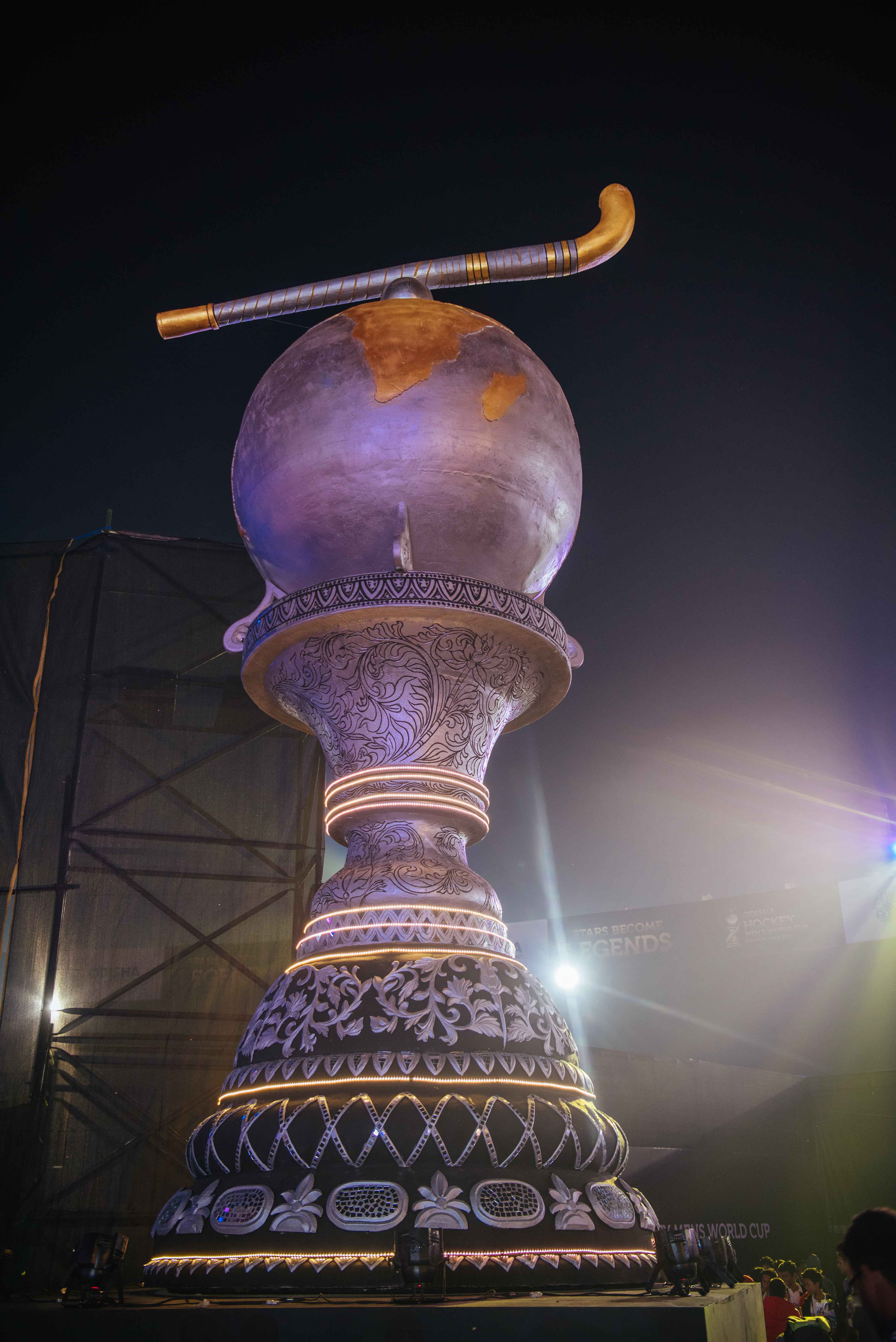
Trophy model of Hockey worldcup
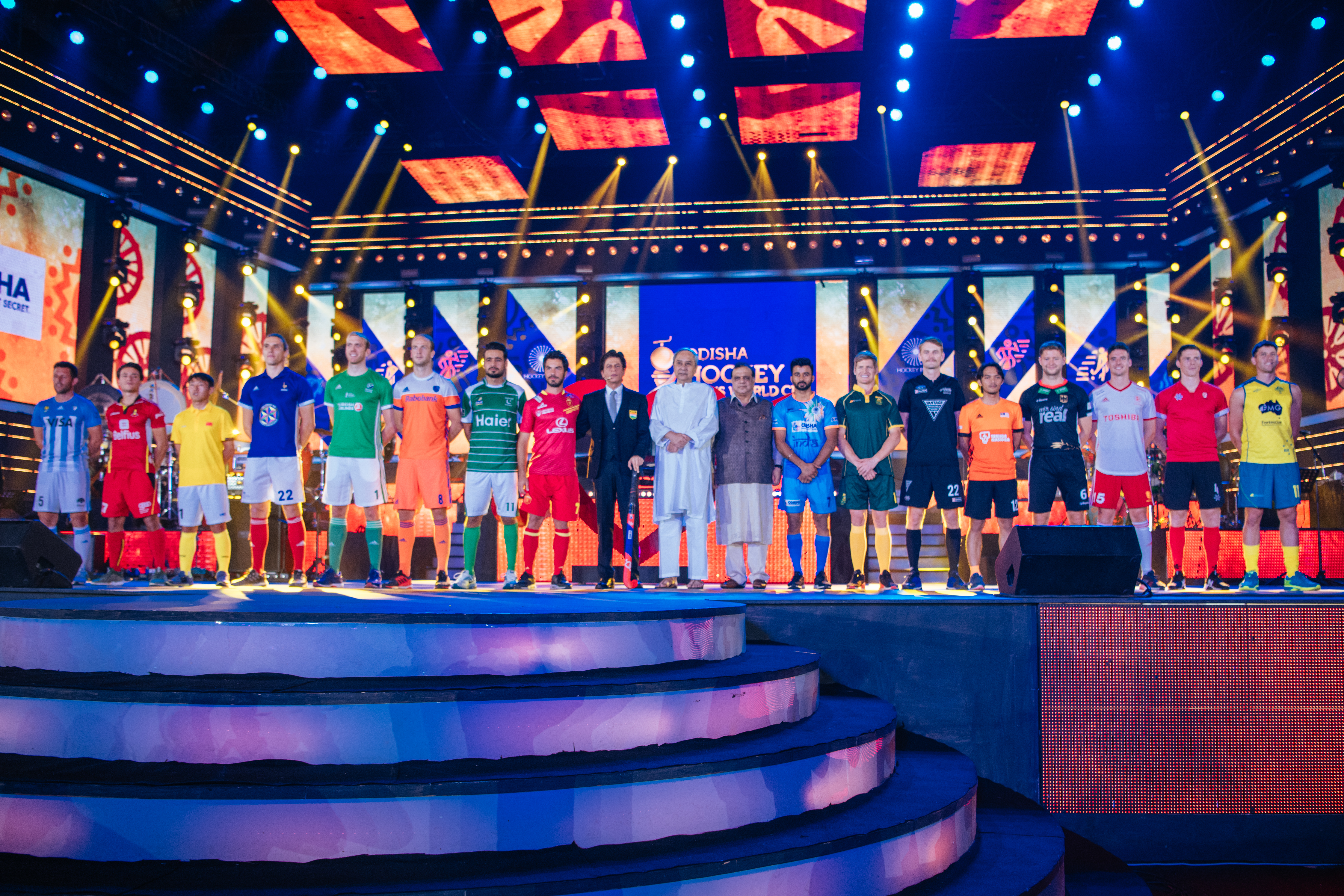
Shahrukh Khan and Naveen Pattnaik with the participating teams' captains
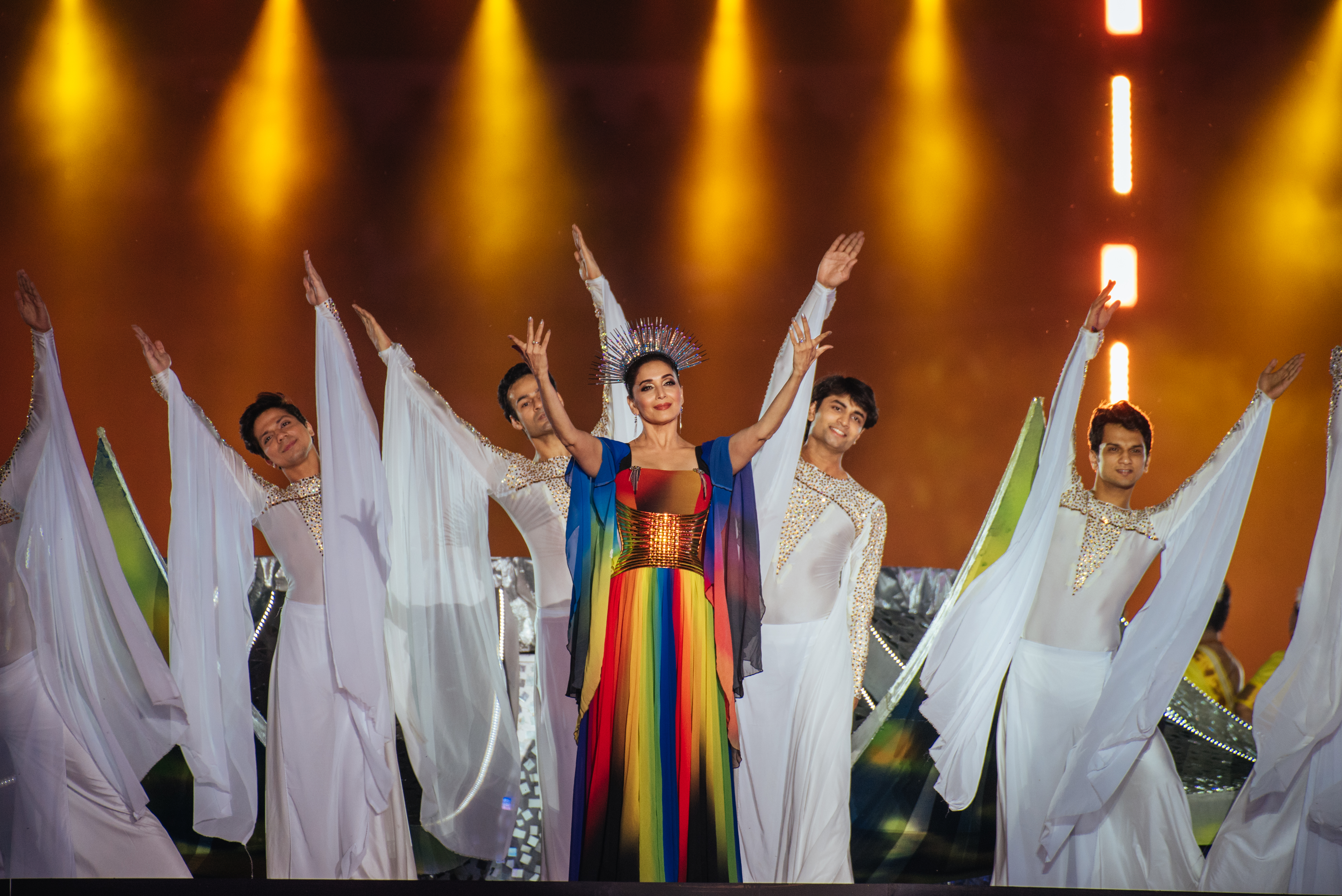
A dance performance by Madhuri Dixit
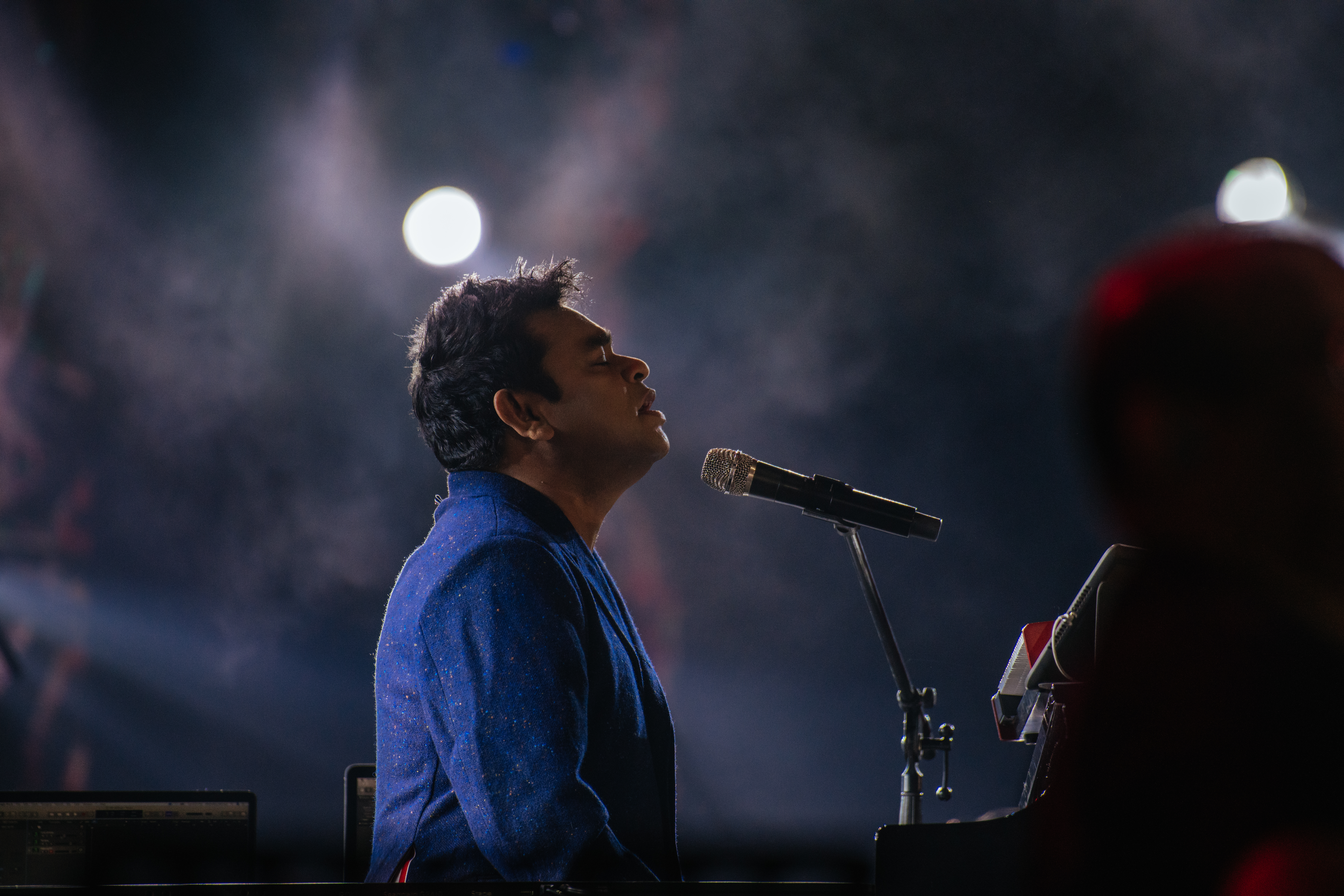
A.R Rahman during a performance
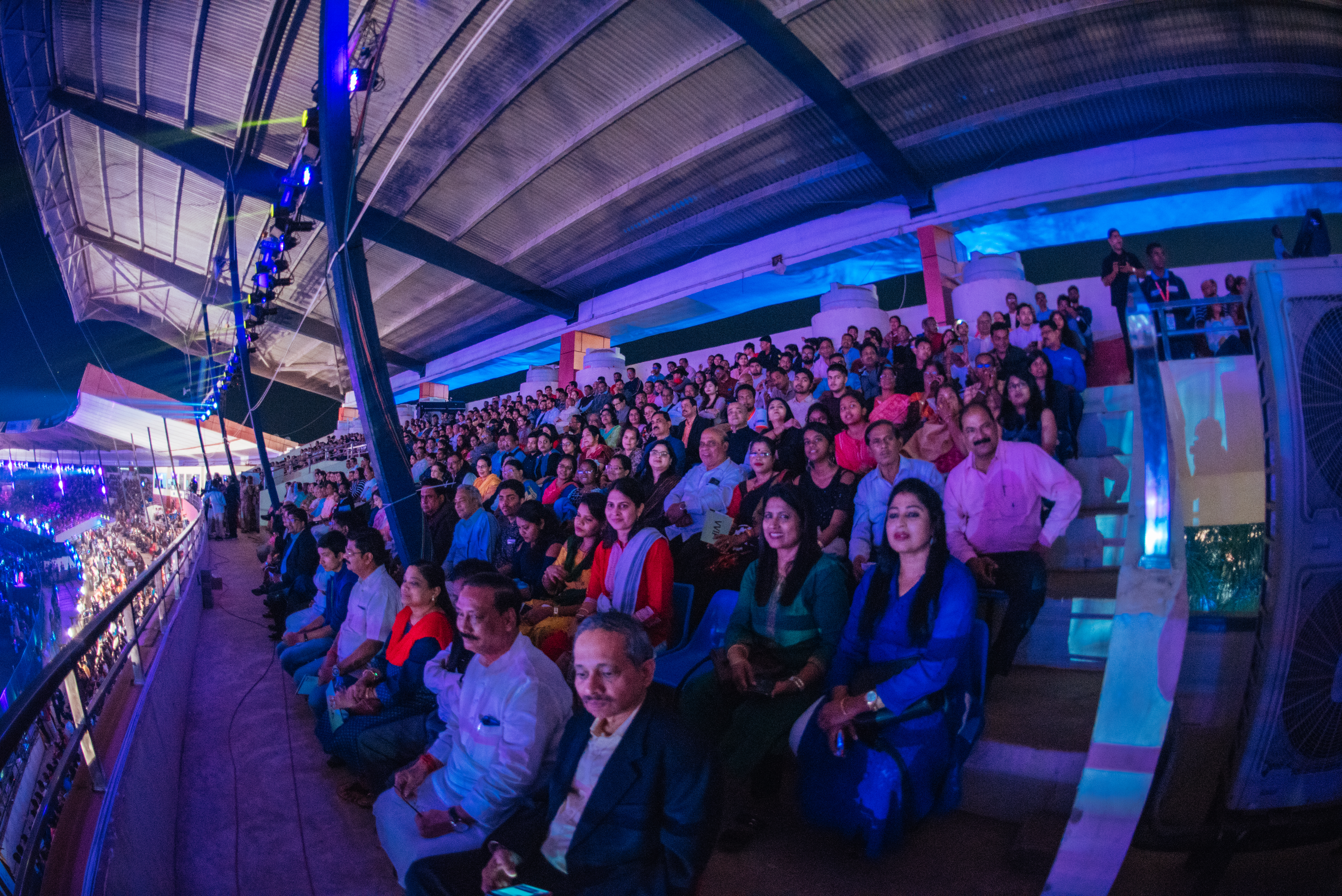
Audience in the inauguration ceremony
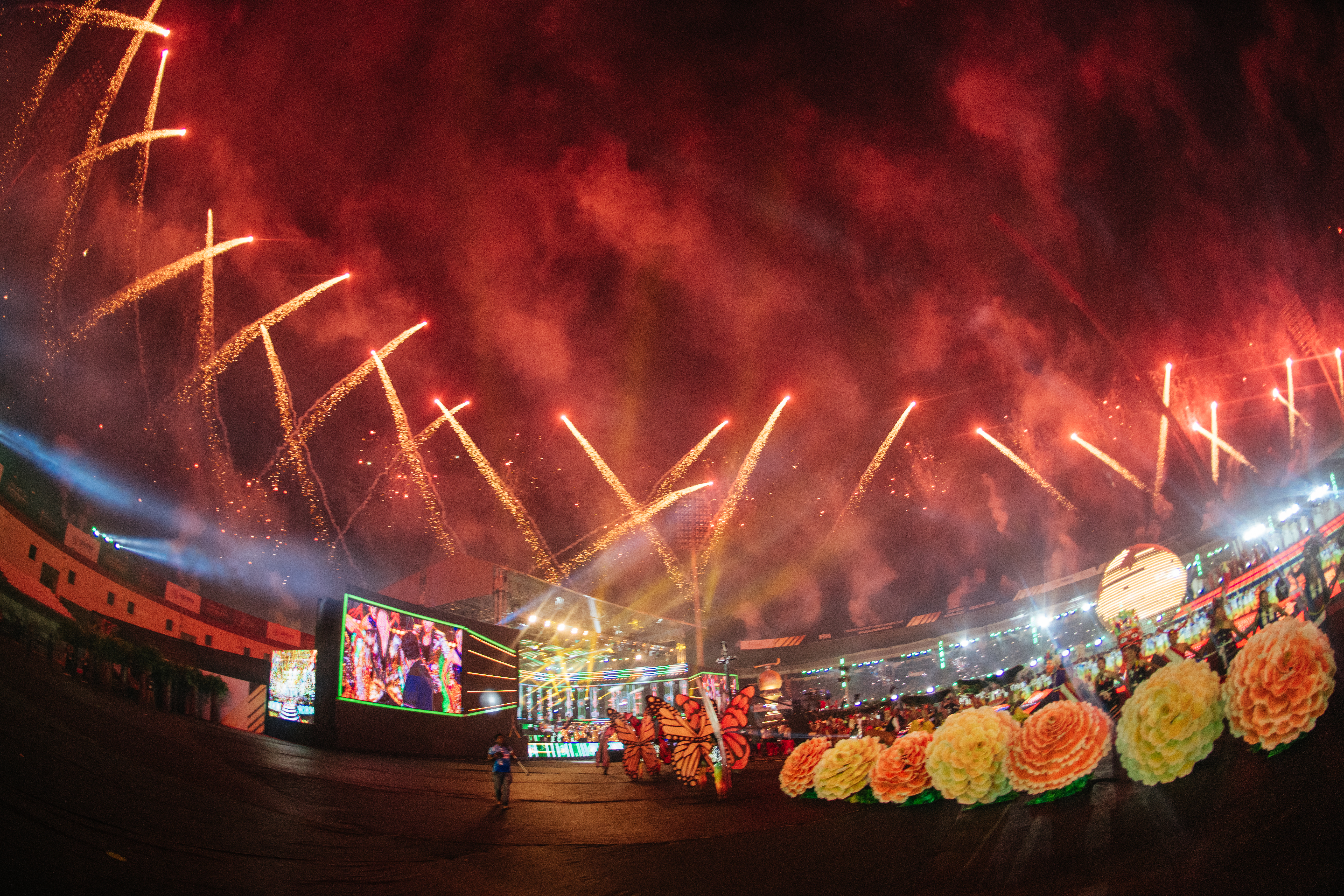
Fireworks
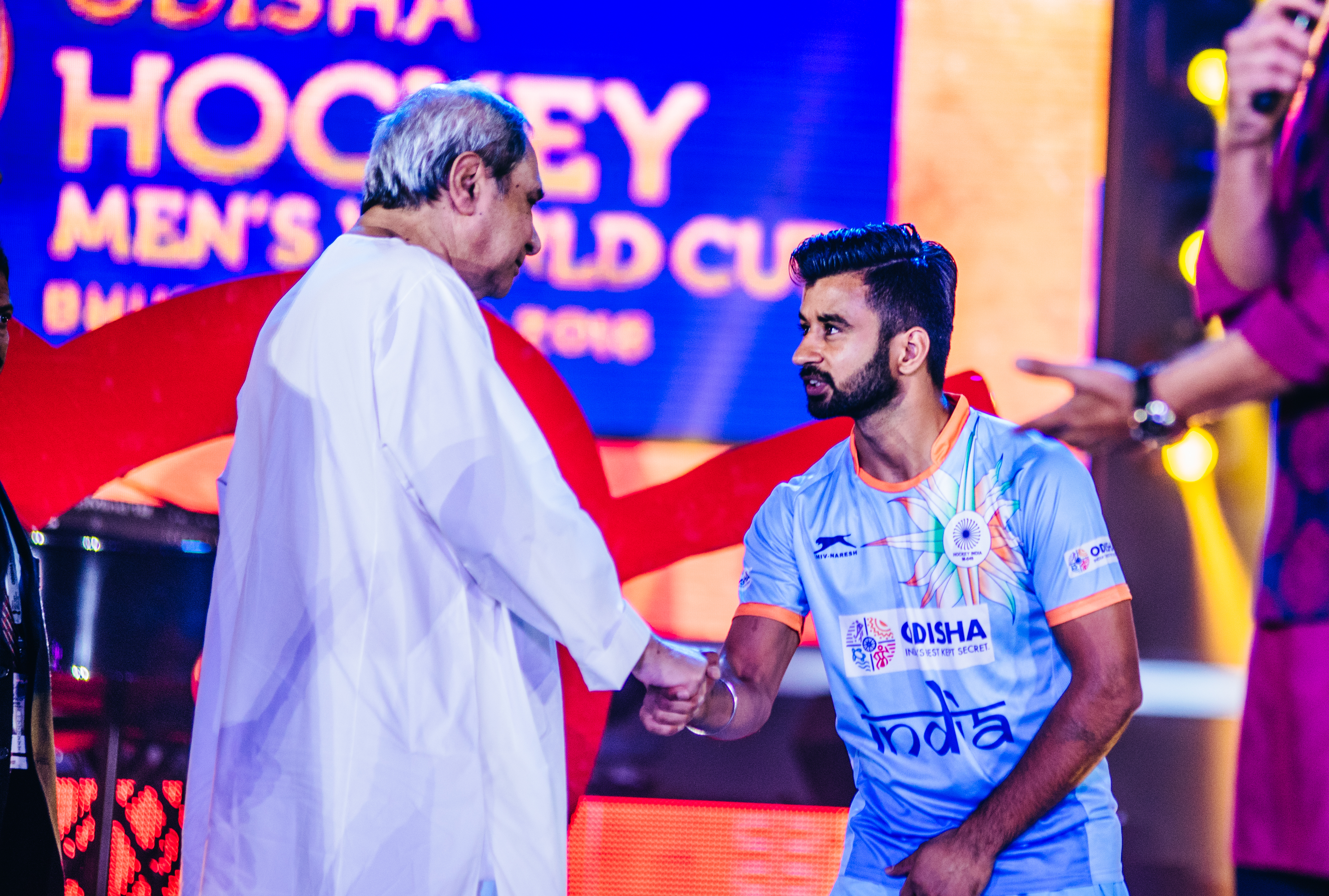
Naveen Pattnaik with Indian Captain Manpreet Singh
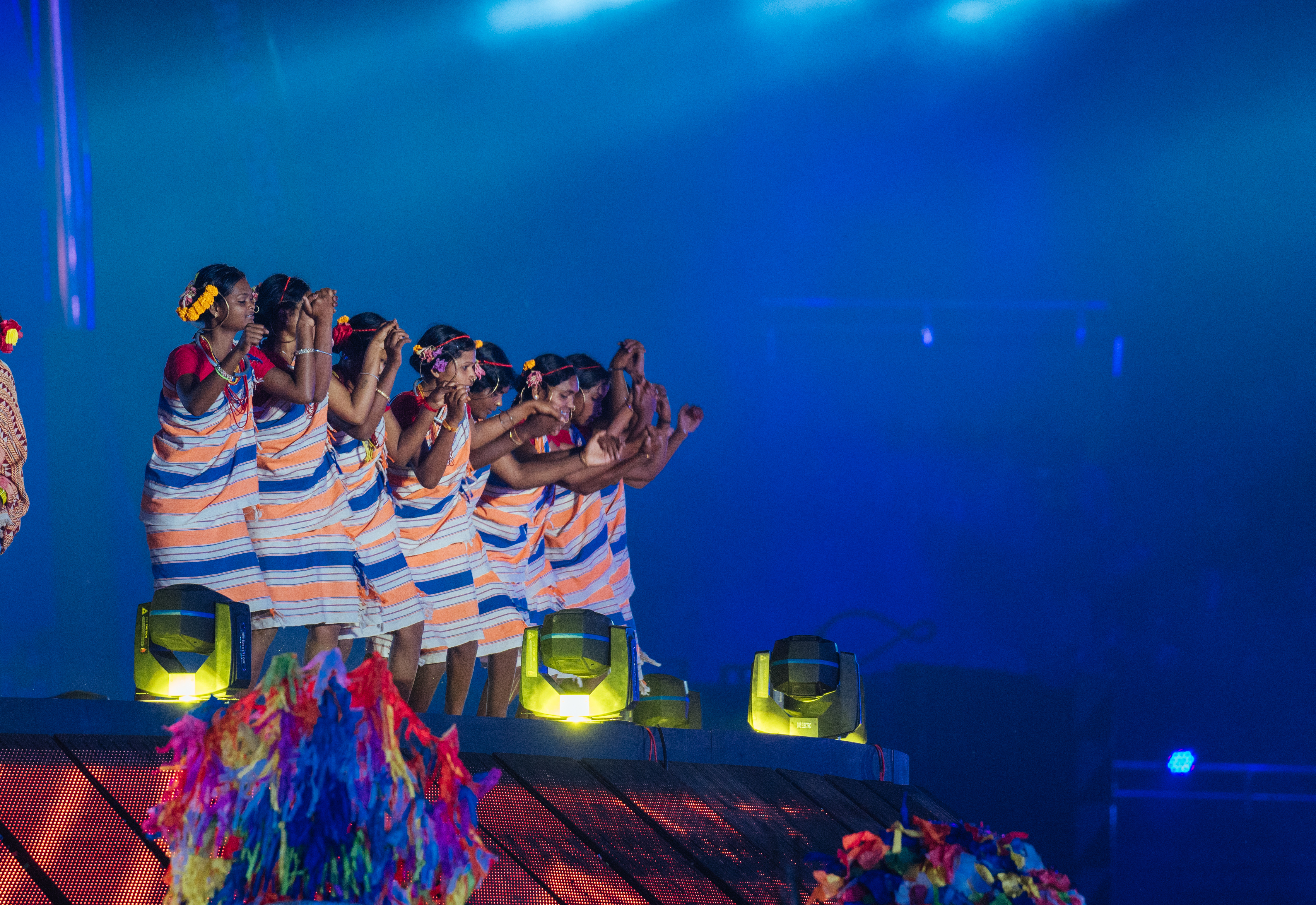
A traditional dance by Adivasis
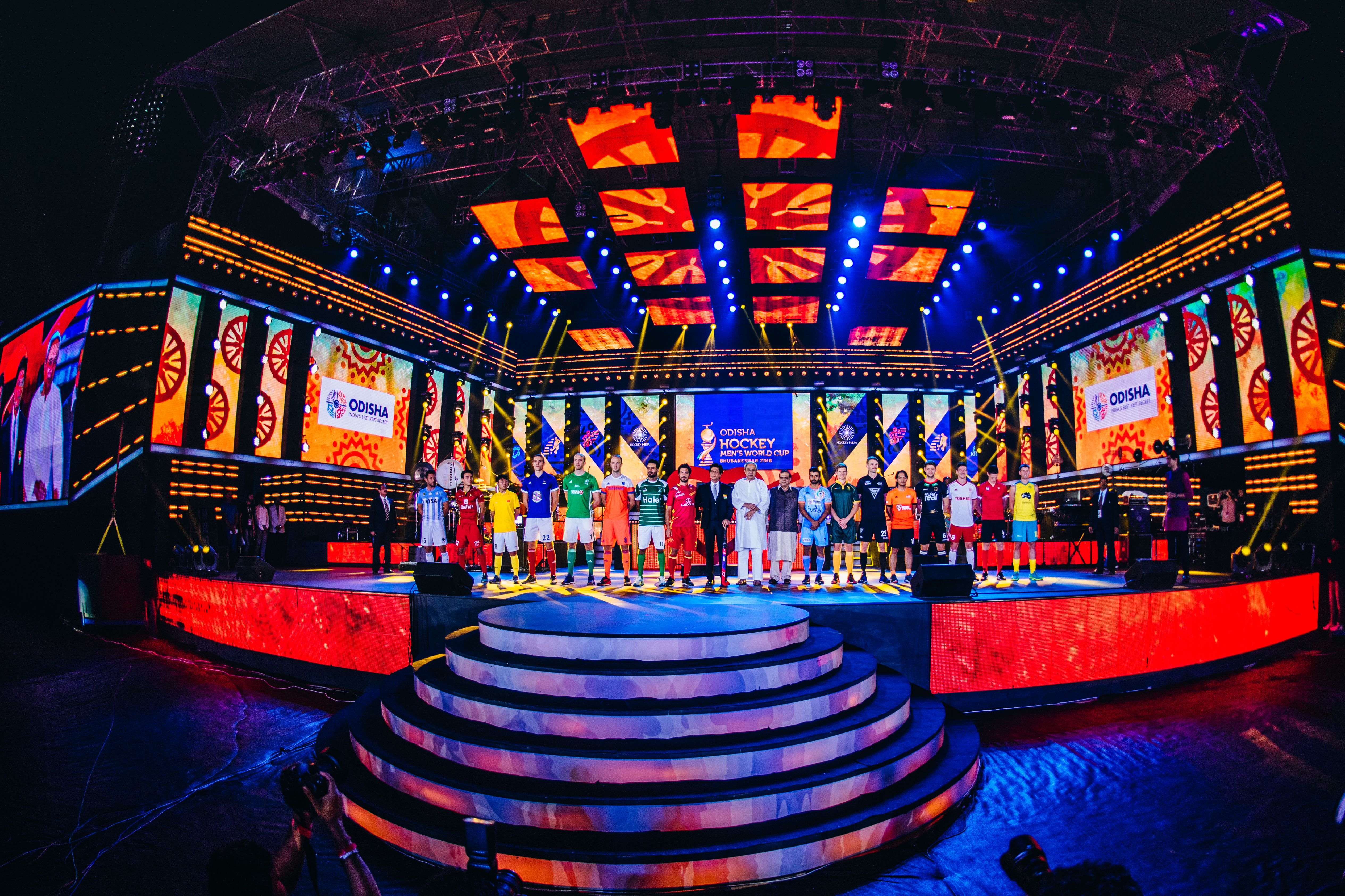
Stage decoration

## Premier tour
Le calendrier est publié le 27 février 2018.
Toutes les heures correspondent à l'heure normale de l'Inde (UTC+5:30).

### Poule A
| Rang | Équipe           | J | V | N | P | BP | BC | Diff | Pts | Qualification       |
| ---- | ---------------- | - | - | - | - | -- | -- | ---- | --- | ------------------- |
| 1    | Argentine        | 3 | 2 | 0 | 1 | 10 | 8  | +2   | 6   | Quarts de finale    |
| 2    | France           | 3 | 1 | 1 | 1 | 7  | 6  | +1   | 4   | Huitièmes de finale |
| 3    | Nouvelle-Zélande | 3 | 1 | 1 | 1 | 4  | 6  | -2   | 4   | Huitièmes de finale |
| 4    | Espagne          | 3 | 0 | 2 | 1 | 6  | 7  | -1   | 2   |                     |

Source: FIH
En cas d'égalité de points de plusieurs équipes à l'issue des matchs de poule, les critères suivants sont appliqués dans l'ordre indiqué pour établir leur classement:
1. Points,
2. Matchs gagnés,
3. Différence de buts,
4. Buts pour,
5. Face à face.

| Match 3                | Argentine                           | 4 - 3   | Espagne                            |                                                                            |                                                                            |
| 29 novembre 2018 17h00 | Mazzilli 4e, 15e · Peillat 15e, 49e | (3 - 2) | 3e González · 14e Romeu · 35e Ruiz | Arbitrage : Javed Shaikh Marcin Grochal Arbitre vidéo : Gregory Uyttenhove | Arbitrage : Javed Shaikh Marcin Grochal Arbitre vidéo : Gregory Uyttenhove |
| 29 novembre 2018 17h00 | Bettaglio 27e, 54e                  | Rapport |                                    | Arbitrage : Javed Shaikh Marcin Grochal Arbitre vidéo : Gregory Uyttenhove | Arbitrage : Javed Shaikh Marcin Grochal Arbitre vidéo : Gregory Uyttenhove |

| Match 4 | Nouvelle-Zélande          | 2 - 1   | France      |                                                                        |                                                                        |
| 19h00   | Russell 16e · Jenness 56e | (1 - 0) | 59e Charlet | Arbitrage : Peter Wright Martin Madden Arbitre vidéo : Jonas van't Hek | Arbitrage : Peter Wright Martin Madden Arbitre vidéo : Jonas van't Hek |
| 19h00   | Russell 29e               | Rapport |             | Arbitrage : Peter Wright Martin Madden Arbitre vidéo : Jonas van't Hek | Arbitrage : Peter Wright Martin Madden Arbitre vidéo : Jonas van't Hek |

| Match 11              | Espagne      | 1 - 1   | France           |                                                                      |                                                                      |
| 3 décembre 2018 17h00 | Iglesias 48e | (0 - 1) | 6e Clément       | Arbitrage : Dan Barstow Eric Kim Lai Koh Arbitre vidéo : Adam Kearns | Arbitrage : Dan Barstow Eric Kim Lai Koh Arbitre vidéo : Adam Kearns |
| 3 décembre 2018 17h00 | Lleonart 16e | Rapport | 46e Van Straaten | Arbitrage : Dan Barstow Eric Kim Lai Koh Arbitre vidéo : Adam Kearns | Arbitrage : Dan Barstow Eric Kim Lai Koh Arbitre vidéo : Adam Kearns |

| Match 12 | Argentine                              | 3 - 0   | Nouvelle-Zélande |                                                                     |                                                                     |
| 19h00    | Mazzilli 23e · Vila 41e · Martínez 55e | (1 - 0) |                  | Arbitrage : Ben Göntgen Lim Hong-Zhen Arbitre vidéo : Martin Madden | Arbitrage : Ben Göntgen Lim Hong-Zhen Arbitre vidéo : Martin Madden |
| 19h00    | Rey 15e · Martínez 29e                 | Rapport | 55e Ross         | Arbitrage : Ben Göntgen Lim Hong-Zhen Arbitre vidéo : Martin Madden | Arbitrage : Ben Göntgen Lim Hong-Zhen Arbitre vidéo : Martin Madden |

| Match 17              | Espagne                   | 2 - 2   | Nouvelle-Zélande           |                                                                     |                                                                     |
| 6 décembre 2018 17h00 | Beltran 9e · Iglesias 27e | (2 - 0) | 50e Phillips · 56e Russell | Arbitrage : Raghu Prasad Peter Wright Arbitre vidéo : Martin Madden | Arbitrage : Raghu Prasad Peter Wright Arbitre vidéo : Martin Madden |
| 6 décembre 2018 17h00 | Rapport                   |         |                            | Arbitrage : Raghu Prasad Peter Wright Arbitre vidéo : Martin Madden | Arbitrage : Raghu Prasad Peter Wright Arbitre vidéo : Martin Madden |

| Match 18 | Argentine                       | 3 - 5   | France                                                                  |                                                                          |                                                                          |
| 19h00    | Martínez 28e · Peillat 44e, 48e | (1 - 4) | 18e H. Genestet · 23e Charlet · 26e Coisne · 30e Baumgarten · 54e Goyet | Arbitrage : Jonas van't Hek Eric Kim Lai Koh Arbitre vidéo : Dan Barstow | Arbitrage : Jonas van't Hek Eric Kim Lai Koh Arbitre vidéo : Dan Barstow |
| 19h00    | Gilardi 19e · Bugallo 27e       | Rapport | 38e Forgues                                                             | Arbitrage : Jonas van't Hek Eric Kim Lai Koh Arbitre vidéo : Dan Barstow | Arbitrage : Jonas van't Hek Eric Kim Lai Koh Arbitre vidéo : Dan Barstow |

### Poule B
| Rang | Équipe     | J | V | N | P | BP | BC | Diff | Pts | Qualification       |
| ---- | ---------- | - | - | - | - | -- | -- | ---- | --- | ------------------- |
| 1    | Australie  | 3 | 3 | 0 | 0 | 16 | 1  | +15  | 9   | Quarts de finale    |
| 2    | Angleterre | 3 | 1 | 1 | 1 | 6  | 7  | -1   | 4   | Huitièmes de finale |
| 3    | Chine      | 3 | 0 | 2 | 1 | 3  | 14 | -11  | 2   | Huitièmes de finale |
| 4    | Irlande    | 3 | 0 | 1 | 2 | 4  | 7  | -3   | 1   |                     |

Source: FIH
En cas d'égalité de points de plusieurs équipes à l'issue des matchs de poule, les critères suivants sont appliqués dans l'ordre indiqué pour établir leur classement:
1. Points,
2. Matchs gagnés,
3. Différence de buts,
4. Buts pour,
5. Face à face.

| Match 5                | Australie              | 2 - 1   | Irlande               |                                                                           |                                                                           |
| 30 novembre 2018 17h00 | Govers 11e · Brand 34e | (1 - 1) | 13e O'Donoghue        | Arbitrage : Jonas van't Hek Francisco Vázquez Arbitre vidéo : Ben Göntgen | Arbitrage : Jonas van't Hek Francisco Vázquez Arbitre vidéo : Ben Göntgen |
| 30 novembre 2018 17h00 | Ogilvie 19e            | Rapport | 24e Nelson · 27e Bell | Arbitrage : Jonas van't Hek Francisco Vázquez Arbitre vidéo : Ben Göntgen | Arbitrage : Jonas van't Hek Francisco Vázquez Arbitre vidéo : Ben Göntgen |

| Match 6 | Angleterre                 | 2 - 2   | Chine                 |                                                                               |                                                                               |
| 19h00   | Gleghorne 14e · Ansell 48e | (1 - 1) | 5e Guo X. · 59e Du T. | Arbitrage : Gregory Uyttenhove Eric Kim Lai Koh Arbitre vidéo : Martin Madden | Arbitrage : Gregory Uyttenhove Eric Kim Lai Koh Arbitre vidéo : Martin Madden |
| 19h00   | Gleghorne 36e              | Rapport |                       | Arbitrage : Gregory Uyttenhove Eric Kim Lai Koh Arbitre vidéo : Martin Madden | Arbitrage : Gregory Uyttenhove Eric Kim Lai Koh Arbitre vidéo : Martin Madden |

| Match 13              | Australie                            | 3 - 0   | Angleterre |                                                                             |                                                                             |
| 4 décembre 2018 17h00 | Whetton 47e · Govers 50e · Weyer 56e | (0 - 0) |            | Arbitrage : Raghu Prasad David Tomlinson Arbitre vidéo : Gregory Uyttenhove | Arbitrage : Raghu Prasad David Tomlinson Arbitre vidéo : Gregory Uyttenhove |
| 4 décembre 2018 17h00 |                                      | Rapport | 27e Hoare  | Arbitrage : Raghu Prasad David Tomlinson Arbitre vidéo : Gregory Uyttenhove | Arbitrage : Raghu Prasad David Tomlinson Arbitre vidéo : Gregory Uyttenhove |

| Match 14 | Irlande     | 1 - 1   | Chine      |                                                                      |                                                                      |
| 19h00    | Sothern 44e | (0 - 0) | 43e Guo J. | Arbitrage : Javed Shaikh Simon Taylor Arbitre vidéo : Marcin Grochal | Arbitrage : Javed Shaikh Simon Taylor Arbitre vidéo : Marcin Grochal |
| 19h00    | Bell 42e    | Rapport | 35e Su L.  | Arbitrage : Javed Shaikh Simon Taylor Arbitre vidéo : Marcin Grochal | Arbitrage : Javed Shaikh Simon Taylor Arbitre vidéo : Marcin Grochal |

| Match 19              | Australie | 11 - 0  | Chine                |                                                                     |                                                                     |
| 7 décembre 2018 17h00 | Govers 10e, 19e, 34e · Zalewski 15e · Craig 16e · Hayward 22e · Whetton 29e · Brand 33e, 55e · Wotherspoon 38e · Ogilvie 49e | (6 - 0) |                      | Arbitrage : Diego Barbas Lim Hong-Zhen Arbitre vidéo : Simon Taylor | Arbitrage : Diego Barbas Lim Hong-Zhen Arbitre vidéo : Simon Taylor |
| 7 décembre 2018 17h00 | | Rapport | 21e Ao W. · 59e E W. | Arbitrage : Diego Barbas Lim Hong-Zhen Arbitre vidéo : Simon Taylor | Arbitrage : Diego Barbas Lim Hong-Zhen Arbitre vidéo : Simon Taylor |

| Match 20 | Angleterre                                         | 4 - 2   | Irlande                    |                                                                           |                                                                           |
| 19h00    | Condon 15e · Ansell 37e · Gall 38e · Gleghorne 60e | (1 - 0) | 35e Cargo · 37e O'Donoghue | Arbitrage : Ben Göntgen Marcin Grochal Arbitre vidéo : Gregory Uyttenhove | Arbitrage : Ben Göntgen Marcin Grochal Arbitre vidéo : Gregory Uyttenhove |
| 19h00    | Condon 48e                                         | Rapport | 48e Cargo · 60e Gleghorne  | Arbitrage : Ben Göntgen Marcin Grochal Arbitre vidéo : Gregory Uyttenhove | Arbitrage : Ben Göntgen Marcin Grochal Arbitre vidéo : Gregory Uyttenhove |

### Poule C
| Rang | Équipe         | J | V | N | P | BP | BC | Diff | Pts | Qualification       |
| ---- | -------------- | - | - | - | - | -- | -- | ---- | --- | ------------------- |
| 1    | Inde           | 3 | 2 | 1 | 0 | 12 | 3  | +9   | 7   | Quarts de finale    |
| 2    | Belgique       | 3 | 2 | 1 | 0 | 9  | 4  | +5   | 7   | Huitièmes de finale |
| 3    | Canada         | 3 | 0 | 1 | 2 | 3  | 8  | -5   | 1   | Huitièmes de finale |
| 4    | Afrique du Sud | 3 | 0 | 1 | 2 | 2  | 11 | -9   | 1   |                     |

Source: FIH
En cas d'égalité de points de plusieurs équipes à l'issue des matchs de poule, les critères suivants sont appliqués dans l'ordre indiqué pour établir leur classement:
1. Points,
2. Matchs gagnés,
3. Différence de buts,
4. Buts pour,
5. Face à face.

| Match 1                | Belgique                  | 2 - 1   | Canada      |                                                                   |                                                                   |
| 28 novembre 2018 17h00 | Denayer 3e · Briels 22e   | (2 - 0) | 48e Pearson | Arbitrage : Adam Kearns Lim Hong-Zhen Arbitre vidéo : Dan Barstow | Arbitrage : Adam Kearns Lim Hong-Zhen Arbitre vidéo : Dan Barstow |
| 28 novembre 2018 17h00 | Gougnard 26e · Wegnez 48e | Rapport | 36e Bissett | Arbitrage : Adam Kearns Lim Hong-Zhen Arbitre vidéo : Dan Barstow | Arbitrage : Adam Kearns Lim Hong-Zhen Arbitre vidéo : Dan Barstow |

| Match 2 | Inde                                                          | 5 - 0   | Afrique du Sud |                                                                   |                                                                   |
| 19h00   | Mandeep 10e · Akashdeep 12e · Simranjeet 43e, 46e · Lalit 45e | (2 - 0) |                | Arbitrage : Diego Barbas Ben Göntgen Arbitre vidéo : Simon Taylor | Arbitrage : Diego Barbas Ben Göntgen Arbitre vidéo : Simon Taylor |
| 19h00   | Rapport                                                       |         |                | Arbitrage : Diego Barbas Ben Göntgen Arbitre vidéo : Simon Taylor | Arbitrage : Diego Barbas Ben Göntgen Arbitre vidéo : Simon Taylor |

| Match 9               | Canada                          | 1 - 1   | Afrique du Sud |                                                                           |                                                                           |
| 2 décembre 2018 17h00 | Tupper 45e                      | (0 - 0) | 43e Ntuli      | Arbitrage : Jonas van't Hek Martin Madden Arbitre vidéo : David Tomlinson | Arbitrage : Jonas van't Hek Martin Madden Arbitre vidéo : David Tomlinson |
| 2 décembre 2018 17h00 | Kirkpatrick 21e · Ho-Garcia 38e | Rapport | 52e Dart       | Arbitrage : Jonas van't Hek Martin Madden Arbitre vidéo : David Tomlinson | Arbitrage : Jonas van't Hek Martin Madden Arbitre vidéo : David Tomlinson |

| Match 10 | Inde                             | 2 - 2   | Belgique                    |                                                                          |                                                                          |
| 19h00    | Harmanpreet 39e · Simranjeet 47e | (0 - 1) | 8e Hendrickx · 56e Gougnard | Arbitrage : Francisco Vázquez Marcin Grochal Arbitre vidéo : Ben Göntgen | Arbitrage : Francisco Vázquez Marcin Grochal Arbitre vidéo : Ben Göntgen |
| 19h00    | Akashdeep 21e                    | Rapport |                             | Arbitrage : Francisco Vázquez Marcin Grochal Arbitre vidéo : Ben Göntgen | Arbitrage : Francisco Vázquez Marcin Grochal Arbitre vidéo : Ben Göntgen |

| Match 21              | Belgique                                                        | 5 - 1   | Afrique du Sud          |                                                                          |                                                                          |
| 8 décembre 2018 17h00 | Hendrickx 14e, 22e · Gougnard 18e · Luypaert 30e · Charlier 48e | (4 - 1) | 1e Spooner              | Arbitrage : David Tomlinson Eric Kim Lai Koh Arbitre vidéo : Ben Göntgen | Arbitrage : David Tomlinson Eric Kim Lai Koh Arbitre vidéo : Ben Göntgen |
| 8 décembre 2018 17h00 | Hendrickx 23e                                                   | Rapport | 12e Ntuli · 47e Spooner | Arbitrage : David Tomlinson Eric Kim Lai Koh Arbitre vidéo : Ben Göntgen | Arbitrage : David Tomlinson Eric Kim Lai Koh Arbitre vidéo : Ben Göntgen |

| Match 22 | Inde                                                           | 5 - 1   | Canada                                        |                                                                      |                                                                      |
| 19h00    | Harmanpreet 12e · Chinglensana 46e · Lalit 47e, 57e · Amit 51e | (1 - 0) | 39e Van Son                                   | Arbitrage : Dan Barstow Simon Taylor Arbitre vidéo : Jonas van't Hek | Arbitrage : Dan Barstow Simon Taylor Arbitre vidéo : Jonas van't Hek |
| 19h00    |                                                                | Rapport | 22e I. Smythe · 30e Wallace · 55e Kirkpatrick | Arbitrage : Dan Barstow Simon Taylor Arbitre vidéo : Jonas van't Hek | Arbitrage : Dan Barstow Simon Taylor Arbitre vidéo : Jonas van't Hek |

### Poule D
| Rang | Équipe    | J | V | N | P | BP | BC | Diff | Pts | Qualification       |
| ---- | --------- | - | - | - | - | -- | -- | ---- | --- | ------------------- |
| 1    | Allemagne | 3 | 3 | 0 | 0 | 10 | 4  | +6   | 9   | Quarts de finale    |
| 2    | Pays-Bas  | 3 | 2 | 0 | 1 | 13 | 5  | +8   | 6   | Huitièmes de finale |
| 3    | Pakistan  | 3 | 0 | 1 | 2 | 2  | 7  | -5   | 1   | Huitièmes de finale |
| 4    | Malaisie  | 3 | 0 | 1 | 2 | 4  | 13 | -9   | 1   |                     |

Source: FIH
En cas d'égalité de points de plusieurs équipes à l'issue des matchs de poule, les critères suivants sont appliqués dans l'ordre indiqué pour établir leur classement:
1. Points,
2. Matchs gagnés,
3. Différence de buts,
4. Buts pour,
5. Face à face.

| Match 7                 | Pays-Bas                                                                                      | 7 - 0   | Malaisie |                                                                   |                                                                   |
| 1er décembre 2018 17h00 | Hertzberger 11e, 29e, 60e · Pruijser 21e · Van der Weerden 35e · Kemperman 42e · Brinkman 57e | (3 - 0) |          | Arbitrage : Raghu Prasad Simon Taylor Arbitre vidéo : Adam Kearns | Arbitrage : Raghu Prasad Simon Taylor Arbitre vidéo : Adam Kearns |
| 1er décembre 2018 17h00 | Rapport                                                                                       |         |          | Arbitrage : Raghu Prasad Simon Taylor Arbitre vidéo : Adam Kearns | Arbitrage : Raghu Prasad Simon Taylor Arbitre vidéo : Adam Kearns |

| Match 8 | Allemagne   | 1 - 0   | Pakistan                                |                                                                        |                                                                        |
| 19h00   | Miltkau 36e | (0 - 0) |                                         | Arbitrage : Dan Barstow David Tomlinson Arbitre vidéo : Marcin Grochal | Arbitrage : Dan Barstow David Tomlinson Arbitre vidéo : Marcin Grochal |
| 19h00   | Rühr 21e    | Rapport | 53e Muhammad Ir. Jr. · 57e Muhammad Ir. | Arbitrage : Dan Barstow David Tomlinson Arbitre vidéo : Marcin Grochal | Arbitrage : Dan Barstow David Tomlinson Arbitre vidéo : Marcin Grochal |

| Match 15              | Pays-Bas   | 1 - 4   | Allemagne                                           |                                                                  |                                                                  |
| 5 décembre 2018 17h00 | Verga 13e  | (1 - 1) | 30e Müller · 52e Windfeder · 54e Miltkau · 58e Rühr | Arbitrage : Adam Kearns Peter Wright Arbitre vidéo : Dan Barstow | Arbitrage : Adam Kearns Peter Wright Arbitre vidéo : Dan Barstow |
| 5 décembre 2018 17h00 | De Geus 6e | Rapport | 8e T. Grambusch · 41e Hauke · 48e Rühr              | Arbitrage : Adam Kearns Peter Wright Arbitre vidéo : Dan Barstow | Arbitrage : Adam Kearns Peter Wright Arbitre vidéo : Dan Barstow |

| Match 16 | Malaisie      | 1 - 1   | Pakistan        |                                                                          |                                                                          |
| 19h00    | Faizal 55e    | (0 - 0) | 51e Muhammad A. | Arbitrage : Diego Barbas Gregory Uyttenhove Arbitre vidéo : Simon Taylor | Arbitrage : Diego Barbas Gregory Uyttenhove Arbitre vidéo : Simon Taylor |
| 19h00    | Norsyafiq 48e | Rapport | 39e Rashid      | Arbitrage : Diego Barbas Gregory Uyttenhove Arbitre vidéo : Simon Taylor | Arbitrage : Diego Barbas Gregory Uyttenhove Arbitre vidéo : Simon Taylor |

| Match 23              | Allemagne                                       | 5 - 3   | Malaisie                            |                                                                             |                                                                             |
| 9 décembre 2018 17h00 | Herzbruch 2e, 59e · Rühr 14e · Miltkau 18e, 39e | (3 - 2) | 26e, 42e Razie · 28e Nabil          | Arbitrage : Javed Shaikh Gregory Uyttenhove Arbitre vidéo : David Tomlinson | Arbitrage : Javed Shaikh Gregory Uyttenhove Arbitre vidéo : David Tomlinson |
| 9 décembre 2018 17h00 | T. Grambusch 23e · Rühr 35e                     | Rapport | 14e Azuan · 56e Firhan · 57e Marhan | Arbitrage : Javed Shaikh Gregory Uyttenhove Arbitre vidéo : David Tomlinson | Arbitrage : Javed Shaikh Gregory Uyttenhove Arbitre vidéo : David Tomlinson |

| Match 24 | Pays-Bas                                                                 | 5 - 1   | Pakistan |                                                                         |                                                                         |
| 19h00    | Brinkman 7e · Verga 27e · De Voogd 37e · Croon 47e · Van der Weerden 59e | (2 - 1) | 9e Umar  | Arbitrage : Francisco Vázquez Martin Madden Arbitre vidéo : Adam Kearns | Arbitrage : Francisco Vázquez Martin Madden Arbitre vidéo : Adam Kearns |
| 19h00    | Verga 44e · De Geus 54e                                                  | Rapport |          | Arbitrage : Francisco Vázquez Martin Madden Arbitre vidéo : Adam Kearns | Arbitrage : Francisco Vázquez Martin Madden Arbitre vidéo : Adam Kearns |

## Deuxième tour

### Huitièmes de finale
| Match 26               | Angleterre              | 2 - 0   | Nouvelle-Zélande |                                                                         |                                                                         |
| 10 décembre 2018 16h45 | Calnan 25e · Taylor 44e | (1 - 0) |                  | Arbitrage : Raghu Prasad Adam Kearns Arbitre vidéo : Gregory Uyttenhove | Arbitrage : Raghu Prasad Adam Kearns Arbitre vidéo : Gregory Uyttenhove |
| 10 décembre 2018 16h45 |                         | Rapport | 36e Ross         | Arbitrage : Raghu Prasad Adam Kearns Arbitre vidéo : Gregory Uyttenhove | Arbitrage : Raghu Prasad Adam Kearns Arbitre vidéo : Gregory Uyttenhove |

| Match 25 | Chine                   | 0 - 1   | France                              |                                                                        |                                                                        |
| 19h00    |                         | (0 - 0) | 36e Clément                         | Arbitrage : Jonas van't Hek Martin Madden Arbitre vidéo : Simon Taylor | Arbitrage : Jonas van't Hek Martin Madden Arbitre vidéo : Simon Taylor |
| 19h00    | Ao Y. 56e · Meng D. 57e | Rapport | 42e Goyet · 59e Rogeau · 60e Masson | Arbitrage : Jonas van't Hek Martin Madden Arbitre vidéo : Simon Taylor | Arbitrage : Jonas van't Hek Martin Madden Arbitre vidéo : Simon Taylor |

| Match 27               | Belgique                                                           | 5 - 0   | Pakistan                          |                                                                        |                                                                        |
| 11 décembre 2018 16h45 | Hendrickx 10e · Briels 13e · Charlier 27e · Dockier 35e · Boon 53e | (3 - 0) |                                   | Arbitrage : Dan Barstow Marcin Grochal Arbitre vidéo : David Tomlinson | Arbitrage : Dan Barstow Marcin Grochal Arbitre vidéo : David Tomlinson |
| 11 décembre 2018 16h45 |                                                                    | Rapport | 14e Toseeq · 28e Umar · 51e Ammad | Arbitrage : Dan Barstow Marcin Grochal Arbitre vidéo : David Tomlinson | Arbitrage : Dan Barstow Marcin Grochal Arbitre vidéo : David Tomlinson |

| Match 28 | Pays-Bas                                                   | 5 - 0   | Canada                       |                                                                   |                                                                   |
| 19h00    | Balk 16e · Kemperman 20e · Van Dam 40e, 58e · Brinkman 41e | (2 - 0) |                              | Arbitrage : Diego Barbas Peter Wright Arbitre vidéo : Ben Göntgen | Arbitrage : Diego Barbas Peter Wright Arbitre vidéo : Ben Göntgen |
| 19h00    | Croon 25e · Bakker 40e                                     | Rapport | 17e Van Son · 37e S. Panesar | Arbitrage : Diego Barbas Peter Wright Arbitre vidéo : Ben Göntgen | Arbitrage : Diego Barbas Peter Wright Arbitre vidéo : Ben Göntgen |

## Tableau final
|  | Quarts de finale | Quarts de finale |           |           | Demi-finales           | Demi-finales |  |  | Finale     | Finale |
|  | Quarts de finale | Quarts de finale |           |           | Demi-finales           | Demi-finales |  |  | Finale     | Finale |
|  |                  |                  |           |           |                        |              |  |  |            |        |
|  |                  |                  |           |           |                        |              |  |  |            |        |
|  |                  |                  |           |           |                        |              |  |  |            |        |
|  | Inde             | 1                |           |           |                        |              |  |  |            |        |
|  | Inde             | 1                |           |           |                        |              |  |  |            |        |
|  | Pays-Bas         | 2                |           |           |                        |              |  |  |            |        |
|  | Pays-Bas         | 2                | Australie | 2 (3)     |                        |              |  |  |            |        |
|  |                  |                  | Australie | 2 (3)     |                        |              |  |  |            |        |
|  |                  | Pays-Bas         | 2 (4)     |           |                        |              |  |  |            |        |
|  | Australie        | Pays-Bas         | 2 (4)     | 3         |                        |              |  |  |            |        |
|  | Australie        |                  |           | 3         |                        |              |  |  |            |        |
|  | France           | 0                |           |           |                        |              |  |  |            |        |
|  | France           | 0                | Belgique  | 0 (3)     |                        |              |  |  |            |        |
|  |                  |                  | Belgique  | 0 (3)     |                        |              |  |  |            |        |
|  |                  | Pays-Bas         | 0 (2)     |           |                        |              |  |  |            |        |
|  | Argentine        | Pays-Bas         | 0 (2)     | 2         |                        |              |  |  |            |        |
|  | Argentine        |                  |           | 2         |                        |              |  |  |            |        |
|  | Angleterre       | 3                |           |           |                        |              |  |  |            |        |
|  | Angleterre       | 3                | Belgique  | 6         |                        |              |  |  |            |        |
|  |                  |                  | Belgique  | 6         | Match pour la 3e place |              |  |  |            |        |
|  |                  | Angleterre       | 0         |           |                        |              |  |  |            |        |
|  | Belgique         | Angleterre       | 0         | 2         |                        |              |  |  |            |        |
|  | Belgique         |                  |           | 2         |                        |              |  |  |            |        |
|  | Allemagne        | 1                |           | Australie | 8                      |              |  |  |            |        |
|  | Allemagne        | 1                |           | Australie | 8                      |              |  |  |            |        |
|  |                  |                  |           |           |                        |              |  |  | Angleterre | 1      |
|  |                  |                  |           |           |                        |              |  |  | Angleterre | 1      |

### Quarts de finale
| Match 29               | Argentine                                          | 2 - 3   | Angleterre                              |                                                                      |                                                                      |
| 12 décembre 2018 16h45 | Peillat 17e, 48e                                   | (1 - 1) | 27e Middleton · 45e Calnan · 49e Martin | Arbitrage : Javed Shaikh Ben Göntgen Arbitre vidéo : Jonas van't Hek | Arbitrage : Javed Shaikh Ben Göntgen Arbitre vidéo : Jonas van't Hek |
| 12 décembre 2018 16h45 | Rossi 25e · Peillat 40e · Mazzilli 57e · Ortiz 59e | Rapport | 19e Sloan · 37e Calnan · 60e Roper      | Arbitrage : Javed Shaikh Ben Göntgen Arbitre vidéo : Jonas van't Hek | Arbitrage : Javed Shaikh Ben Göntgen Arbitre vidéo : Jonas van't Hek |

| Match 30 | Australie                              | 3 - 0   | France           |                                                                             |                                                                             |
| 19h00    | Hayward 4e · Govers 19e · Zalewski 37e | (2 - 0) |                  | Arbitrage : Gregory Uyttenhove Lim Hong-Zhen Arbitre vidéo : Marcin Grochal | Arbitrage : Gregory Uyttenhove Lim Hong-Zhen Arbitre vidéo : Marcin Grochal |
| 19h00    | Craig 49e · Beale 51e                  | Rapport | 57e Van Straaten | Arbitrage : Gregory Uyttenhove Lim Hong-Zhen Arbitre vidéo : Marcin Grochal | Arbitrage : Gregory Uyttenhove Lim Hong-Zhen Arbitre vidéo : Marcin Grochal |

| Match 32               | Belgique                 | 2 - 1   | Allemagne      |                                                                          |                                                                          |
| 13 décembre 2018 16h45 | Hendrickx 18e · Boon 50e | (1 - 1) | 14e Linnekogel | Arbitrage : Francisco Vázquez Simon Taylor Arbitre vidéo : Martin Madden | Arbitrage : Francisco Vázquez Simon Taylor Arbitre vidéo : Martin Madden |
| 13 décembre 2018 16h45 | Dockier 37e              | Rapport |                | Arbitrage : Francisco Vázquez Simon Taylor Arbitre vidéo : Martin Madden | Arbitrage : Francisco Vázquez Simon Taylor Arbitre vidéo : Martin Madden |

| Match 31 | Inde                  | 1 - 2   | Pays-Bas                           |                                                                     |                                                                     |
| 19h00    | Akashdeep 12e         | (1 - 1) | 15e Brinkman · 50e Van der Weerden | Arbitrage : Adam Kearns David Tomlinson Arbitre vidéo : Dan Barstow | Arbitrage : Adam Kearns David Tomlinson Arbitre vidéo : Dan Barstow |
| 19h00    | Hardik 37e · Amit 53e | Rapport | 27e De Voogd · 60e Pruijser        | Arbitrage : Adam Kearns David Tomlinson Arbitre vidéo : Dan Barstow | Arbitrage : Adam Kearns David Tomlinson Arbitre vidéo : Dan Barstow |

### Demi-finales
| Match 33               | Belgique                                                                 | 6 - 0   | Angleterre |                                                                        |                                                                        |
| 15 décembre 2018 16h00 | Boon 8e · Gougnard 19e · Charlier 42e · Hendrickx 45e, 50e · Dockier 53e | (2 - 0) |            | Arbitrage : Ben Göntgen David Tomlinson Arbitre vidéo : Marcin Grochal | Arbitrage : Ben Göntgen David Tomlinson Arbitre vidéo : Marcin Grochal |
| 15 décembre 2018 16h00 | Van Aubel 35e · Gougnard 49e                                             | Rapport |            | Arbitrage : Ben Göntgen David Tomlinson Arbitre vidéo : Marcin Grochal | Arbitrage : Ben Göntgen David Tomlinson Arbitre vidéo : Marcin Grochal |

| Match 34 | Australie                                          | 2 - 2             | Pays-Bas                                                             |                                                                          |                                                                          |
| 18h30    | Howard 45e · Ockenden 60e                          | (0 - 2)           | 9e Schuurman · 20e Van Ass                                           | Arbitrage : Dan Barstow Martin Madden Arbitre vidéo : Gregory Uyttenhove | Arbitrage : Dan Barstow Martin Madden Arbitre vidéo : Gregory Uyttenhove |
| 18h30    |                                                    | Rapport           | 26e, 34e Verga ·                                                     | Arbitrage : Dan Barstow Martin Madden Arbitre vidéo : Gregory Uyttenhove | Arbitrage : Dan Barstow Martin Madden Arbitre vidéo : Gregory Uyttenhove |
| 18h30    | Zalewski · Beale · Craig · Brand · Whetton · Beale | Tirs au but 3 - 4 | Hertzberger · Pruijser · Kemperman · Van Ass · Van Dam · Hertzberger | Arbitrage : Dan Barstow Martin Madden Arbitre vidéo : Gregory Uyttenhove | Arbitrage : Dan Barstow Martin Madden Arbitre vidéo : Gregory Uyttenhove |

### Match pour la troisième place
| Match 35               | Australie                                                                  | 8 - 1   | Angleterre    |                                                                             |                                                                             |
| 16 décembre 2018 16h30 | Govers 8e · Craig 9e, 19e, 34e · Mitton 32e · Brand 34e · Hayward 57e, 60e | (3 - 0) | 45e Middleton | Arbitrage : Javed Shaikh David Tomlinson Arbitre vidéo : Gregory Uyttenhove | Arbitrage : Javed Shaikh David Tomlinson Arbitre vidéo : Gregory Uyttenhove |
| 16 décembre 2018 16h30 | Rapport                                                                    |         |               | Arbitrage : Javed Shaikh David Tomlinson Arbitre vidéo : Gregory Uyttenhove | Arbitrage : Javed Shaikh David Tomlinson Arbitre vidéo : Gregory Uyttenhove |

### Finale
| Match 36               | Belgique                                                          | 0 - 0             | Pays-Bas                                                           |                                                                      |                                                                      |
| 16 décembre 2018 19h00 |                                                                   | (0 - 0)           |                                                                    | Arbitrage : Adam Kearns Marcin Grochal Arbitre vidéo : Martin Madden | Arbitrage : Adam Kearns Marcin Grochal Arbitre vidéo : Martin Madden |
| 16 décembre 2018 19h00 |                                                                   | Rapport           | 57e De Geus ·                                                      | Arbitrage : Adam Kearns Marcin Grochal Arbitre vidéo : Martin Madden | Arbitrage : Adam Kearns Marcin Grochal Arbitre vidéo : Martin Madden |
| 16 décembre 2018 19h00 | Van Doren · Denayer · Van Aubel · Wegnez · De Sloover · Van Aubel | Tirs au but 3 - 2 | Hertzberger · Pruijser · De Geus · Van Ass · Van Dam · Hertzberger | Arbitrage : Adam Kearns Marcin Grochal Arbitre vidéo : Martin Madden | Arbitrage : Adam Kearns Marcin Grochal Arbitre vidéo : Martin Madden |

## Classement final
| Rang                               | Équipe           | J | V | N | D | BP | BC | Diff | Pts |
| ---------------------------------- | ---------------- | - | - | - | - | -- | -- | ---- | --- |
| Médaille d'or, Coupe du Monde      | Belgique         | 7 | 5 | 2 | 0 | 22 | 5  | +17  | 17  |
| Médaille d'argent, Coupe du Monde  | Pays-Bas         | 7 | 4 | 2 | 1 | 22 | 8  | +14  | 14  |
| Médaille de bronze, Coupe du Monde | Australie        | 6 | 5 | 1 | 0 | 29 | 4  | +25  | 16  |
| 4                                  | Angleterre       | 7 | 3 | 1 | 3 | 12 | 23 | -11  | 10  |
| Éliminés en quarts de finale       |                  |   |   |   |   |    |    |      |     |
| 5                                  | Allemagne        | 4 | 3 | 0 | 1 | 11 | 6  | +5   | 9   |
| 6                                  | Inde             | 4 | 2 | 1 | 1 | 13 | 5  | +8   | 7   |
| 7                                  | Argentine        | 4 | 2 | 0 | 2 | 12 | 11 | +1   | 6   |
| 8                                  | France           | 5 | 2 | 1 | 2 | 8  | 9  | -1   | 7   |
| Éliminés en barrages               |                  |   |   |   |   |    |    |      |     |
| 9                                  | Nouvelle-Zélande | 4 | 1 | 1 | 2 | 4  | 8  | -4   | 4   |
| 10                                 | Chine            | 4 | 0 | 2 | 2 | 3  | 15 | -12  | 2   |
| 11                                 | Canada           | 4 | 0 | 1 | 3 | 3  | 13 | -10  | 1   |
| 12                                 | Pakistan         | 4 | 0 | 1 | 3 | 2  | 12 | -10  | 1   |
| Éliminés en phase de poules        |                  |   |   |   |   |    |    |      |     |
| 13                                 | Espagne          | 3 | 0 | 2 | 1 | 6  | 7  | -1   | 2   |
| 14                                 | Irlande          | 3 | 0 | 1 | 2 | 4  | 7  | -3   | 1   |
| 15                                 | Malaisie         | 3 | 0 | 1 | 2 | 4  | 13 | -9   | 1   |
| 16                                 | Afrique du Sud   | 3 | 0 | 1 | 2 | 2  | 11 | -9   | 1   |

Critères pour le classement final
Source: FIH
En cas d'égalité de points de plusieurs équipes à l'issue des matchs de poule, les critères suivants sont appliqués dans l'ordre indiqué pour établir leur classement :
1. tour,
2. rang en poule,
3. points en poule,
4. matchs gagnés,
5. différence de buts,
6. buts marqués.

## Acteurs de la compétition

### Récompenses
Les prix suivants ont été remis à la fin du tournoi :
| Meilleur joueur  | Meilleur gardien | Meilleur jeune | Meilleurs buteurs                | Prix du Fair Play |
| ---------------- | ---------------- | -------------- | -------------------------------- | ----------------- |
| Arthur Van Doren | Pirmin Blaak     | Thijs van Dam  | Blake Govers Alexander Hendrickx | Espagne           |

### Buteurs
157 buts ont été inscrits en 36 rencontres soit une moyenne de 4.36 buts par match.